# Aleksandra Ciejek
Aleksandra Ciejek (ur. 1972) – polska aktorka.

## Życiorys
W 1996 ukończyła filię PWST we Wrocławiu. W 2001 roku w telewizji Polsat prowadziła losowania gier LOTTO.
W 2017 roku na antenie TVP2 prowadziła reality show Rodzina sama w domu.
Jej mężem jest Rafał Ziemkiewicz, z którym ma dwie córki – Zofię i Marię.

## Filmografia
| Obsada aktorska | Obsada aktorska                                        | Obsada aktorska                                                                                | Obsada aktorska                                        |
| Rok             | Tytuł                                                  | Rola                                                                                           | Uwagi                                                  |
| --------------- | ------------------------------------------------------ | ---------------------------------------------------------------------------------------------- | ------------------------------------------------------ |
| 1994            | Kłopoty wdowy                                          | Pixi                                                                                           |                                                        |
| 1995            | Dzieje mistrza Twardowskiego                           | czarownica                                                                                     |                                                        |
| 1997            | Klan                                                   | pielęgniarka na OIOM-ie w szpitalu, w którym pracował Paweł                                    |                                                        |
| 1998            | Fizjologia małżeństwa                                  | Szwaczka                                                                                       | Rozmyślanie IV – O kobiecie cnotliwej                  |
| 2000            | Złotopolscy                                            | zatrzymana złodziejka                                                                          | odcinek 237                                            |
| 2000            | Sukces                                                 | sekretarka w firmie Tekli                                                                      |                                                        |
| 2000            | Razem                                                  | kelnerka                                                                                       |                                                        |
| 2000            | 13 posterunek                                          |                                                                                                | odcinek 27                                             |
| 2001–2002       | Graczykowie, czyli Buła i spóła                        | Rysia, żona Buły                                                                               | odcinki: 6, 19, 25, 27–39                              |
| 2001–2002       | Marzenia do spełnienia                                 | kandydatka na sekretarkę Marka                                                                 |                                                        |
| 2002–2008       | Samo życie                                             | sekretarka w firmie „Ignis Cosmetics”                                                          |                                                        |
| 2003            | Na Wspólnej                                            | ekspedientka                                                                                   | odcinek 364                                            |
| 2004            | Pensjonat pod Różą                                     | Ada, narzeczona „Szwarca”                                                                      | odcinek 13                                             |
| 2005–2018       | Na dobre i na złe                                      | sekretarka Górskiego; kobieta leczona przez profesor Hartmann; kobieta w reportażu; prokurator | odcinki: 209, 251, 258, 689–690, 692                   |
| 2006            | Plebania                                               | Angelika Tracz, była żona Janusza                                                              | odcinki: 712, 713                                      |
| 2006            | Ale się kręci                                          | Kasandra, sekretarka Pilskiego                                                                 | odcinki: 4, 5, 7, 8                                    |
| 2007            | Generał polskich nadziei… (Władysław Anders 1892–1970) | Renata Bogdańska – generałowa Irena Andersowa                                                  |                                                        |
| 2009            | Sędzia Anna Maria Wesołowska                           | Agnieszka Szulc, świadek w sprawie                                                             | odc. 388                                               |
| 2016            | Ojciec Mateusz                                         | Helena Jańska, właścicielka kwiaciarni                                                         | odcinek 212                                            |
| 2016            | Druga szansa                                           | anestezjolog                                                                                   | seria 1, odcinki: 2, 11, 13; seria 2, odcinki: 1, 3, 4 |
| 2017            | PolandJa                                               | strażniczka miejska                                                                            |                                                        |
| 2018            | Diagnoza                                               | sprzedawczyni w food tracku                                                                    | seria 2, odcinki: 15–17; w napisach nazwisko: Ciejak   |

| Współpraca reżyserska | Współpraca reżyserska          | Współpraca reżyserska | Współpraca reżyserska |
| Rok                   | Tytuł                          | Uwagi                 |                       |
| --------------------- | ------------------------------ | --------------------- | --------------------- |
| 1996                  | Łemkowie. Modlitwa za zmarłych |                       |                       |